# (16143) 1999 XK142
(16143) 1999 XK142 est un astéroïde de la ceinture principale aréocroiseur découvert en 1999.

## Description
(16143) 1999 XK142 a été découvert le 12 décembre 1999 à l'observatoire Magdalena Ridge, situé dans le comté de Socorro, au Nouveau-Mexique (États-Unis), par le projet Lincoln Near-Earth Asteroid Research (LINEAR).

### Caractéristiques orbitales
L'orbite de cet astéroïde est caractérisée par un demi-grand axe de 2,26 UA, un périhélie de 1,49 UA, une excentricité de 0,34 et une inclinaison de 9,33° par rapport à l'écliptique. Du fait de ces caractéristiques, à savoir un demi-grand axe inférieur à 3,2 UA et un périhélie compris entre 1,3 et 1,666 UA, il croise l'orbite de Mars et est classé, selon la JPL Small-Body Database, comme astéroïde aréocroiseur (aréo venant de Arès).

### Caractéristiques physiques
(16143) 1999 XK142 a une magnitude absolue (H) de 14,0 et un albédo estimé à 0,271.